# Disneyland Resort (stacja MTR)
Disneyland Resort (chiński: 迪士尼) – jedna ze stacji MTR, systemu szybkiej kolei w Hongkongu, na Disneyland Resort Line. Została otwarta 1 sierpnia 2005. 
Została zbudowana specjalnie od obsługi Hong Kong Disneyland Resort, w dzielnicy Tsuen Wan, na wyspie Lantau.